# نظام إدارة الشبكة
نظام إدارة الشبكة هو مجموعة متوافقة من عتاد الحاسوب وبرمجية حاسوب تستخدم لمراقبة وإدارة شبكة حاسوب .
وتتم إدارة عناصر شبكة الحاسوب (NEs) الشخصي عن طريق نظام إدارة عنصر .
إدارة الشبكة هو وصف لجميع الوظائف والمكونات لرصد ومراقبة الشبكات

## تخطيط نظام إدارة الشبكة
يتطلب التخطيط الفعال لنظام إدارة شبكة الحاسوب أداء عدد من المهام ، فعلى نظام إدارة شبكة الحاسوب أن يكتشف البيانات الموجودة بالشبكة ويرصد مدى حالة وصلاحية الأجهزة ويحذر من الظروف التي تؤثر على أداء النظام.
وتستخدم أنظمة إدارة الشبكة العديد من البروتوكولات من أجل الخدمة التي تقدمها . مثلا ، يسمح بروتوكول إدارة الشبكات البسيط (SNMP) لهم بجمع المعلومات من الأجهزة المتعددة من خلال التركيب الهرمي للشبكة وتكون برمجية حاسوب نظام إدارة شبكة الحاسوب مسئولة عن تحديد المشكلة، أي المصدر أو المصادر الفعلية للمشكلة والتعامل معها . وليست أنظمة إدارة شبكة الحاسوب مسئولة فقط عن اكتشاف الأخطاء ولكن أيضا عن جمع إحصائيات الجهاز خلال فترة زمنية . وقد يتضمن نظام إدارة شبكة الحاسوب مكتبة لإحصائيات شبكة حاسوب سابقة بجانب المشاكل والحلول التي نجحت في القضاء عليها سابقا ليستفاد منها عند عودة هذه الأخطاء . وهنا تقوم برمجية حاسوب نظام إدارة شبكة الحاسوب بالبحث في مكتبتها لأفضل طريقة ممكنة لحل هذه المشكلة على وجه الخصوص .
يتحكم نظام إدارة شبكة الحاسوب في عناصر الشبكة . ويدير نظام إدارة الشبكة هذه العناصر أو الأجهزة، لذلك يُطلق عليها الأجهزة المتحكم بها . وإدارة الجهاز تتضمن إدارة الأخطاء والإحصاء والتكوين والأداء والأمان (FCAPS) . وكل من هذه الوظائف الخمس هو صفة مميزة لمؤسسة بعينها ولكن الفكرة الرئيسية هي إدارة هذه الأجهزة من خلال FCAPS.

## راجع أيضا
- هندسة بناء شبكة الاتصالات
- هندسة الشبكات
- إدارة شبكة الاتصال
- مراقبة شبكة الاتصال
- إعمال "إدارة" الشبكة
- قائمة بأنظمة إدارة شبكة التخزين

أمثلة لأنظمة إدارة الشبكات
- مقارنة أنظمة مراقبة الشبكات